# Rock 'n Roll Jesus
Rock 'n Roll Jesus is het zevende studioalbum van Kid Rock. Het verscheen in 2007 en werd mede-geproduceerd door Rob Cavallo. Het album werd genomineerd voor een Grammy Award voor 'Best Rock Album'.

## Tracklist
1. Rock N Roll Jesus
2. Amen
3. All Summer Long
4. Roll On
5. So Hott
6. Sugar
7. When U Love Someone
8. New Orleans
9. Don't Tell Me U Love Me
10. Blue Jeans And A Rosary
11. Half Your Age
12. Lowlife (Living the Highlife) (Bonus Track)